# Zumsteinspitze
El Zumsteinspitze (Punta Zumstein en italiano) (4.563 m) es un pico en los Alpes Peninos en la frontera entre Italia y Suiza. Es un pico menor del macizo del Monte Rosa.
La cumbre queda entre el Dufourspitze (a la que está unida por el Grenzsattel) y el Signalkuppe (al que está unido por el Colle Gnifetti).

## Ascenso
El 1 de agosto de 1820 la montaña fue ascendida por los hermanos Joseph y Johann Niklaus Vincent, Joseph Zumstein, Molinatti, Castel y algunos porteadores desconocidos. Durante la expedición pensaron que ellos habñían subido el pico más alto del macizo del Monte Rosa, pero cuando alcanzaron la cumbre encontraron que había aún otro "pico más alto": el Dufourspitze. Los hermanos Vincent y Zumstein estuvieron conformes en llamar a la montaña que habían escalado con éxito "Cima de la belle Alliance", pero Zumstein, inspector forestal y miembro de la Real Sociedad de Ciencias en Turín, consiguió que la montaña llevara su nombre. 
El primer ascenso en invierno fue realizado por E. Allegra y guías el 30 de marzo de 1902.

## Clasificación SOIUSA
Según la clasificación SOIUSA, la Zumsteinspitze / Punta Zumstein pertenece:
- Gran parte: Alpes occidentales
- Gran sector: Alpes del noroeste
- Sección: Alpes Peninos
- Subsección: Alpes del Monte Rosa
- Supergrupo: Grupo del Monte Rosa
- Grupo: Macizo del Monte Rosa
- Código: I/B-9.III-A.2